# El secuestro (película)
El secuestro es una película de acción, drama y romance, rodada en Encarnación, Paraguay y estrenada en el año 2016. Ha sido producido por HJ Producciones, quien ha producido también la película encarnacena Morgue en el año 2019. Su director es Hugo Cardozo. Ha sido el primer largometraje producido netamente en la ciudad sureña de Encarnación.

## Sinopsis
Un joven con talento en la música y con el sueño de triunfar en ese medio, conoce al hijo de un poderoso narcotraficante colombiano, quien decide ayudarlo a cambio de que trabaje para él. Con tal de cumplir sus sueños el joven acepta la propuesta, sin imaginar el mundo al que se está involucrando. El precio de la fama le costará lo que más ama. 